# Ujong Beusa
Ujong Beusa is een bestuurslaag in het regentschap Aceh Barat van de provincie Atjeh, Indonesië. Ujong Beusa telt 200 inwoners (volkstelling 2010).